# Total covering

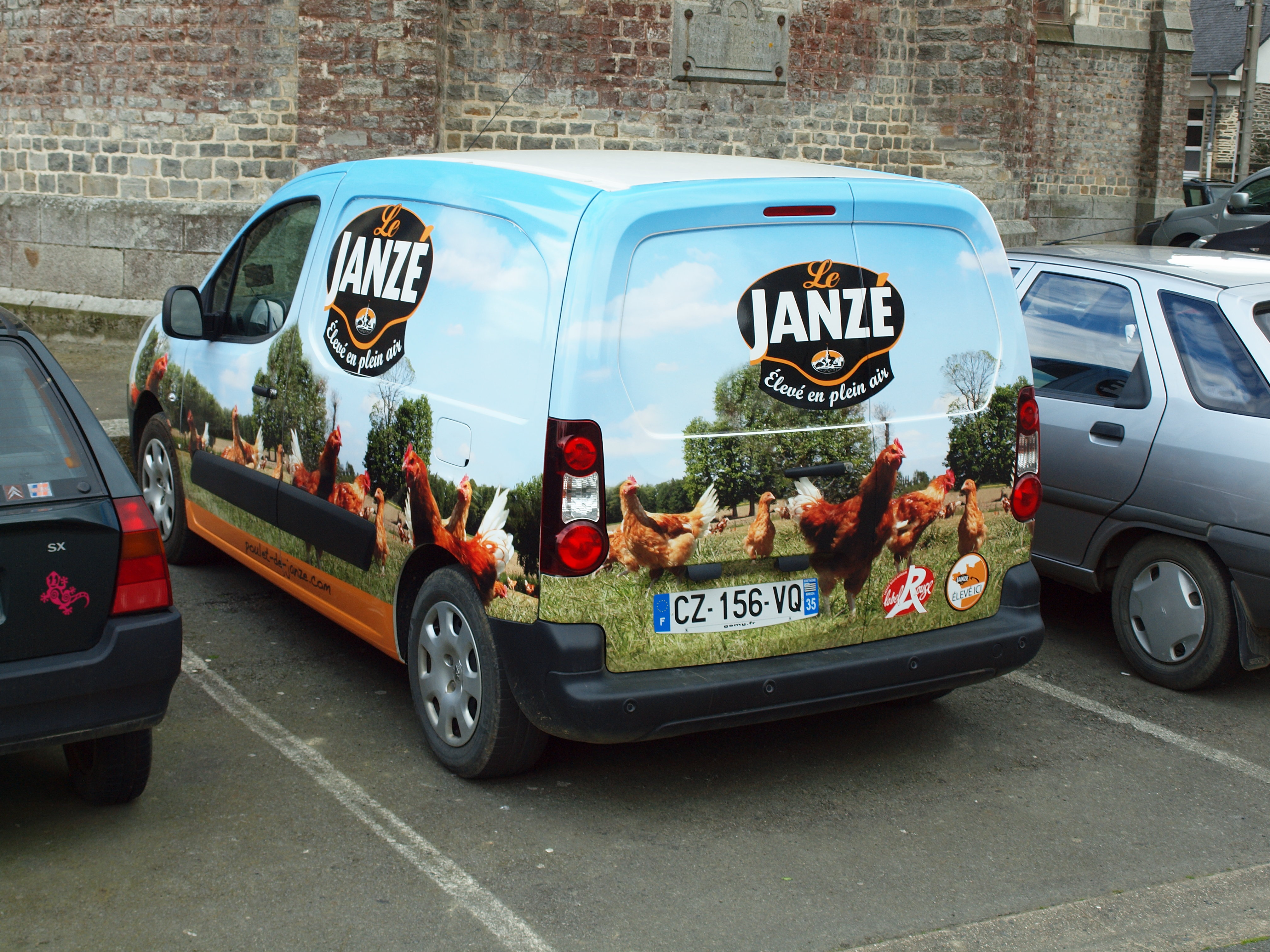
Peugeot Partner avec de l'adhésif appliqué en « total covering » pour la promotion des volailles de Janzé.

Le total covering, mot anglais largement adopté par la communauté du tuning automobile, est une spécialité de préparation automobile visant à appliquer un film de décoration ou de protection sur l'ensemble du véhicule (bateau, camion, bus, voiture, moto) notamment sur l'ensemble de la carrosserie et des vitrages. Cette technique est généralement utilisée dans le cadre du tuning auto, mais aussi dans le monde professionnel lors de campagnes marketing événementielles ou lors de communication permanente afin de diffuser une publicité ou un message.

## Historique
La technique du total covering est apparue en France grâce à l'arrivée de nouvelles matières industrielles permettant l'application d'adhésif imprimé avec un visuel ou monochrome sur des carrosseries. Les professionnels ont donc profité de ces espaces pour communiquer dans le cadre d'opérations sportives ou commerciales événementielles et même permanentes. La mode du tuning automobile a aussi contribué à la notoriété de cette technique auprès d'un public passionné par la customisation de véhicules.

## Techniques
Le covering est une application de l'impression numérique. Il consiste à appliquer un film adhésif sur tout ou partie de la carrosserie du véhicule. Les vitres peuvent aussi être recouvertes d’un film adhésif microperforé, qui n’occulte pas la visibilité du conducteur. Dans le monde du tuning, les vitres teintées consistent à appliquer un film de couleur sombre (souvent noir) sur les vitrages.

## Avantages
Les avantages du total covering sont multiples : protection de la carrosserie et de la peinture d’origine, décoration quasi parfaite et totale du véhicule, personnalisation originale (relooking) et changements illimités (contrairement à la peinture), masque la peinture d’origine, masque les anciennes rayures ou la décoloration de la carrosserie d’origine.

## Inconvénients
Si la pose n’est pas effectuée par un professionnel du total covering et du tuning, des bulles d’air peuvent se former et/ou la décoration appliquée peut se décoller et se détériorer.
Un total covering demande aussi un budget pouvant varier selon les matières et le type de création visuelle. Les prestataires professionnels sont nombreux et proposent différents niveaux de qualité et types de prestation.